# Carol Drinkwater
Carol Drinkwater, född 22 april 1948 i London, är en engelsk skådespelare, författare och filmskapare. Hon har bland annat gjort rollen som Helen Herriot i TV-serien I vår Herres hage.